# بخش یونین (شهرستان کلینتون، اوهایو)
بخش یونین (به انگلیسی: Union Township) یک منطقهٔ مسکونی در ایالات متحده آمریکا است که در شهرستان کلینتون، اوهایو واقع شده‌است.
 بخش یونین ۱۲۸٫۳ کیلومتر مربع مساحت و ۳٬۰۸۵ نفر جمعیت دارد و ۳۱۲ متر بالاتر از سطح دریا واقع شده‌است.